# Little Queen
Little Queen é o segundo álbum de estúdio da banda americana de rock Heart. Foi lançado em 14 de maio de 1977, pela Portrait Records. O álbum foi um grande sucesso nos Estados Unidos, ganhando três discos de platina, principalmente graças ao hit mais conhecido da banda, "Barracuda", que alcançou a 11ª colocação na Billboard Hot 100, onde ficou por vinte semanas. Little Queen foi classificado como o 25.º melhor álbum feminino de todos os tempos, pela lista "Women Who Rock" da Rolling Stone.
Assim como o álbum de estreia Dreamboat Annie, Little Queen possui desde faixas de hard rock a faixas acústicas de folk rock, com uma grande inspiração em Led Zeppelin. Em 29 de junho de 2004, uma versão remasterizada do álbum foi lançada pela Epic Records e Legacy Recordings, com duas faixas bônus.

## Visão geral
O grupo pretendia que Magazine fosse o álbum oficial de continuação para seu álbum de estreia Dreamboat Annie. No entanto, devido uma disputa de contrato com sua então gravadora, Mushroom Records, que resultou na assinatura do grupo com a recém-formada Portrait Records, uma divisão da CBS Records (agora Sony BMG), a banda lançou Little Queen primeiro.
O contrato com a Mushroom pedia dois álbuns, a gravadora então assumiu a posição de que eles deviam um segundo álbum para o selo e a banda pensava o contrário. Nesse contexto, Mushroom tentou impedir o lançamento de Little Queen e qualquer outro trabalho de Heart. Em um momento, eles pegaram as cinco faixas inacabadas de Magazine, adicionaram um lado B, duas gravações ao vivo e lançaram o álbum sem permissão da banda. Contendo um aviso de isenção de responsabilidade na contracapa, o primeiro lançamento do álbum aconteceu no início de 1977. A justiça eventualmente decidiu que Heart estava livre para assinar com Portrait, mas de fato, devia um segundo álbum a Mushroom. A maioria das 50.000 prensagens iniciais de Magazine foram retiradas das lojas. Então, Heart voltou ao estúdio para regravar, remixar, editar e sequenciar novamente as gravações de Magazine em uma maratona de quatro dias.
| Críticas profissionais        | Críticas profissionais |
| Avaliações da crítica         | Avaliações da crítica  |
| Fonte                         | Avaliação              |
| ----------------------------- | ---------------------- |
| AllMusic                      | [ 1 ]                  |
| PopMatters                    | Mista                  |
| Rolling Stone                 | Mista                  |
| The Rolling Stone Album Guide | [ 8 ]                  |

Little Queen foi lançado em 14 de maio de 1977, pela Portrait e Magazine foi relançado em 22 de abril de 1978, pela Mushroom. Com o sucesso do single "Barracuda", Little Queen vendeu, facilmente, mais do que Magazine e eventualmente ganhou uma certificação de três discos de platina, pela RIAA.

### "Barracuda"
Após o sucesso de vendas do álbum Dreamboat Annie, Mushroom comprou um anúncio de página inteira na revista Rolling Stone. Sem a permissão da banda, a gravadora publicou um anúncio de duplo sentido, em resposta as ameaças de desvinculação da banda, contendo uma foto semelhante a da capa do primeiro álbum, com uma legenda dizendo "Irmãs Wilson de Heart Confessam: "Foi Apenas Nossa Primeira Vez!". A banda ficou furiosa com o duplo sentido da legenda, que sugeria que as irmãs eram amantes lésbicas incestuosas.
Depois da publicação do anúncio, um jornalista de rádio de Detroid perguntou a Ann Wilson como estava sua amante; se referindo a sua irmã Nancy. Ann ficou furiosa com a pergunta e voltou para seu quarto no hotel e escreveu a letra do que seria o hit single "Barracuda". Quando ela contou sobre o incidente para Nancy, ela também partilhou da fúria e então, se juntou a sua irmã para contribuir com a melodia e ponte. A canção alcançou a 11ª colocação na Billboard Hot 100, onde ficou por vinte semanas e até hoje se mantém como uma das músicas mais conhecidas da banda.

## Lista de faixas
| Lado A |                       |                                                          |         |  |
| N.º    | Título                | Letras                                                   | Duração |  |
| 1.     | "Barracuda"           | Ann Wilson, Roger Fisher, Nancy Wilson, Michael DeRosier | 4:20    |  |
| 2.     | "Love Alive"          | A. Wilson, Fisher, N. Wilson                             | 4:21    |  |
| 3.     | "Sylvan Song"         | N. Wilson, Fisher                                        | 2:12    |  |
| 4.     | "Dream of the Archer" | A. Wilson, Fisher, N. Wilson                             | 4:30    |  |
| 5.     | "Kick It Out"         | A. Wilson                                                | 2:44    |  |

| Lado B         |                 |                                                                    |         |  |
| N.º            | Título          | Letras                                                             | Duração |  |
| 6.             | "Little Queen"  | A. Wilson, N. Wilson, Fisher, DeRosier, Howard Leese, Steve Fossen | 5:10    |  |
| 7.             | "Treat Me Well" | N. Wilson                                                          | 3:24    |  |
| 8.             | "Say Hello"     | A. Wilson, Fisher, N. Wilson                                       | 3:36    |  |
| 9.             | "Cry to Me"     | A. Wilson, N. Wilson                                               | 2:51    |  |
| 10.            | "Go On Cry"     | A. Wilson, Fisher, N. Wilson                                       | 5:52    |  |
| Duração total: | Duração total:  | Duração total:                                                     | 39:06   |  |

| Faixas bônus da edição remasterizada de 2004 |                                                                                     |                              |         |  |
| N.º                                          | Título                                                                              | Letras                       | Duração |  |
| 11.                                          | "Too Long a Time" (antiga versão demo de "Love Alive")                              | A. Wilson, Fisher, N. Wilson | 3:30    |  |
| 12.                                          | "Stairway to Heaven" (cover realizado ao vivo no Aquarius Tavern, em Seattle, 1976) | Jimmy Page, Robert Plant     | 9:20    |  |

## Créditos
Créditos tirados do encarte de Little Queen.

### Heart
- Ann Wilson – vocalista principal (faixas 1, 2, 4–6, 8–10); flauta (faixa 2)

- Nancy Wilson – violão acústico (faixas 1, 2, 4, 6–9); auto-harpa (faixas 2, 4); vocais de apoio (faixas 2, 4, 5, 6, 8, 9); bandolim (faixas 3, 4); piano (faixa 5); guitarra elétrica (faixas 7, 10), gaita de blues, vocalista principal (faixa 7)

- Roger Fisher – guitarra líder (faixas 1, 2, 5, 6, 10); bandolim (faixas 3, 4); guitarra elétrica (faixa 10)

- Howard Leese – guitarra líder (faixa 1); mellotron (faixas 1, 4); violão acústico, piano (faixa 2); vocais de apoio (faixas 2, 4, 6, 8, 10); Moog bass (faixas 3, 4); guitarra elétrica (faixas 5, 8); violão (faixa 6); piano de cauda, arranjos de cordas, condução de cordas (faixa 7); bandolim (faixa 8)

- Michael DeRosier – bateria (faixas 1, 2, 5–8, 10); tabla (faixa 2); percussão (faixas 4, 8); tímpano, sinos tubulares (faixas 1, 2, 5–8, 10)

- Steve Fossen – baixo (faixas 1, 2, 5–8, 10)

### Músicos adicionais
- Lynn Wilson Keagle – vocais de apoio (faixas 9, 10)
- Seal Dunnington – vocais de apoio (faixas 9, 10)

### Técnicos
- Mike Flicker – produção, engenharia
- Buzz Richmond – engenharia
- Winslow Kutz – engenharia
- Mike Fisher – direção especial

### Capa
- Heart – conceito
- Mike Doud – direção de arte
- Marilyn Romen – direção de arte
- John Kehe – design
- Bob Seidemann – fotografia

## Desempenho nas tabelas musicais
| País (Tabela musical) (1977)   | Posição de pico |
| ------------------------------ | --------------- |
| Austrália (Kent Music Report)  | 22              |
| Canadá (RPM Top Albums/CDs)    | 2               |
| Países Baixos (Album Top 100)  | 9               |
| Alemanha (Offizielle Top 100)  | 34              |
| Suécia (Sverigetopplistan)     | 44              |
| Reino Unido (UK Albums)        | 34              |
| Estados Unidos (Billboard 200) | 9               |

| País (Tabela musical) (1977)   | Posição |
| ------------------------------ | ------- |
| Canadá (RPM Top Albums/CDs)    | 15      |
| Estados Unidos (Billboard 200) | 46      |

## Certificações
| Região                                  | Certificação | Vendas     |
| --------------------------------------- | ------------ | ---------- |
| Canadá (Music Canada)                   | 2× Platina   | 200,000^   |
| Estados Unidos (RIAA)                   | 3× Platina   | 3,000,000^ |
| ^vendas baseadas apenas na certificação |              |            |